# Hồ Sangiin Dalai
Sangiin Dalai nuur (tiếng Mông Cổ: Сангийн далай нуур) là một hồ nước mặn tại miền bắc Mông Cổ, nằm tại ranh giới giữa các sum (huyện) Tsagaan-Uul, Shine-Ider và Burentogtokh của aimag (tỉnh) Khovsgol, và sum Ikh-Uul của aimag Zavkhan. Nó được bao quanh bằng các dãy núi, đồi và đá. Năm 1905, nó là nơi đã diễn ra một trận động đất mạnh.